# 嚴凱泰
嚴凱泰（英語：Kenneth Yen，1965年5月23日—2018年12月3日）為臺灣企業家，前裕隆集團董事長，集團旗下事業有裕隆汽車、中華汽車工業、裕融企業、納智捷汽車、嘉裕西服、裕隆恐龍籃球隊、台元女子籃球隊等。其養父母為嚴慶齡、吳舜文，嚴凱泰病逝後裕隆集團已轉由其妻嚴陳莉蓮管理。

## 生平

### 求學
中學時期就讀位於臺北市木柵的私立再興中學，1979年後赴美國留學，畢業於紐澤西潘尼頓高中（The Pennington School），隨後就讀萊德學院企業管理學系，並獲頒美國聖若望大學（St. John's University of NewYork）榮譽商學博士學位。

### 接手裕隆
1989年返回台灣，接手裕隆汽車的實際經營，先前裕隆因開發飛羚101車系而財務大傷，經營困頓。接手裕隆後，首先導入了霹靂馬車系，雖然該車系受到年輕人的歡迎，但偏向運動化的設定使裕隆在中型房車市場上節節敗退，因此不論資歷和能力均遭受業內外質疑。

### 中興
1995年，在獲得林信義的支持下，實施「遷都三義，廠辦合一」；並著手開發Cefiro百萬名車創下連續二年銷售冠軍讓裕隆汽車起死回生，1996年開始轉虧為盈，1997年獲利55億台幣，次年在三義工廠尾牙台上激動落淚，此戰役將裕隆從垂死邊緣救回，管理階層和業內人士給予「少主中興」的美譽評價。2007年7月13日接手裕隆集團董事長一職，2011年投資杭州蕭山廠。

### 品牌創辦：納智捷
2009年1月正式發表自有品牌：納智捷汽車（英語：Luxgen Motor Co., Ltd.）。期許能夠使裕隆汽車工業走出代工，推向世界。

## 經歷
- 裕隆汽車首席副總經理
- 裕隆集團執行長
- 中華汽車副董事長
- 裕隆汽車副董事長兼總經理
- 裕隆集團董事長

## 生涯事記
- 1979年：14歲赴美留學。
- 1989年：24歲返回臺灣，任裕隆汽車首席副總經理。
- 1990年：25歲任裕隆集團執行長。
- 1991年：26歲與女籃國手陳莉蓮結婚。
- 1995年：30歲遷廠三義，南下辦公。
- 2000年：35歲任中華汽車副董事長、裕隆汽車副董事長兼總經理。
- 2001年：36歲卸去裕隆汽車總經理一職，專任副董事長。
- 2007年7月13日：42歲接任裕隆集團董事長。
- 2010年：45歲提供台北國際花卉博覽會接駁全電動休旅車。
- 2018年12月3日：因食道癌病逝於臺北榮民總醫院[3][4][5][6][7]，享年53歲。

## 家庭
- 養父：嚴慶齡（1909年10月7日－1981年3月20日）原籍是江蘇吳縣，出生於上海市。 1931年畢業於同濟大學機械系。後留學德國柏林高等工業大學，獲工程師學位。 1932年回國。曾任上海大隆機器總工程師、泰利機器製造廠、元生紡織廠總經理。
- 養母：吳舜文（1913年12月5日－2008年8月9日）。江蘇武進人。上海聖約翰大學文學系畢業。 1955年獲美國哥倫比亞大學文學碩士學位。 1949年到台灣後，歷任台元紡織股份有限公司、台文針織股份有限公司董事長，國際崇她社台北分社社長，台灣中華汽車股份有限公司董事長。 1981年後，任裕隆汽車製造股份有限公司董事長兼總經理。為裕隆關係企業核心人物。
- 妻子：陳莉蓮。
  - 兒子：John (若望)（2015年出生）。
  - 女兒：Michelle (蜜雪兒)（2005年出生）。